# Ruvubu
Il Ruvubu è il principale fiume del Burundi. Il suo nome in kirundi significa "fiume degli ippopotami" detti invubu.
Nasce a Ngoga, nel comune di Kayanza, città al nord del Burundi. 

Il corso d'acqua si dirige inizialmente verso sud e nei pressi di Gitega riceve le acque del Ruvyironza. Compiendo un arco, ritorna a dirigersi verso nord, attraversando il Parco nazionale del Ruvubu fino alla frontiera della Tanzania. Qui per un breve tratto segna il confine tra i due paesi penetrando poi, dopo aver percorso 265 km, in Tanzania dove unendosi con le acque del Nyabarongo diventa Kagera nelle vicinanze del confine con il Ruanda, poco prima delle cascate Rusuno.
Il Ruvubu fa parte del bacino idrografico del Nilo che nasce sul monte Gikizi, a Rutovu, in provincia di Bururi come Gasenyi che diventa poi Kigira, affluente del Ruvyironza che entra nel Ruvubu.